# 井上忠
井上 忠（いのうえ ただし、1926年3月25日 - 2014年9月20日）は、日本の哲学者。博士（学術）（論文博士・1996年）。東京大学名誉教授。古代ギリシア哲学が専門だが、言語哲学や自然科学との関係の上に哲学研究を行った。2006年瑞宝中綬章受勲。

## 来歴
広島県呉市生まれ。広島県立呉第一中学校を経て、1943年、第一高等学校に入学。田中小実昌は呉第一中学の同級。1945年春、戦中の特例で2年で一高を卒業し、東京大学法学部政治学科に入学。1948年、法学部を卒業後、文学部哲学科に入学。出隆の指導のもと今道友信や加藤信朗の後輩として古代哲学を専攻、同大学院特別研究生満期退学。1957年、東京大学教養学部専任講師となる。
1967年、同僚の大森荘蔵に触発されてアメリカに留学し、ハーバード燕京研究所の客員研究員としてハーバードに滞在、G・E・L・オーエンやモートン・ホワイトと交流する。1968年、帰国して大学紛争の対処に追われる。
1987年、東京大学教養学部哲学教授を定年退官。日本大学教授、聖徳大学教授を歴任。1996年「パルメニデス」で博士（学術）の学位を取得。2006年秋、瑞宝中綬章受勲。
2014年9月20日、横浜市内の病院で逝去。88歳没。

## 著書
- 『根拠よりの挑戦 ギリシア哲学究攻』東京大学出版会 1974
- 『哲学の現場 アリストテレスよ、語れ』勁草書房 1980
- 『哲学の刻み1　性と死を超えるもの』法蔵館 1985
- 『哲学の刻み2　言葉に射し透されて』法蔵館 1985
- 『哲学の刻み3　知の階梯を昇りつつ』法蔵館 1986
- 『哲学の刻み4　運命との舞踏』法蔵館 1986
- 『モイラ言語 アリストテレスを超えて』東京大学出版会 1988、オンデマンド版2012
- 『超＝言語の探究 ことばの自閉空間を打ち破る』法蔵館 1992
- 『パルメニデス』青土社 1996、新版2004
- 『究極の探究 神と死の言語機構分析』法蔵館 1998

### 編著
- 『西洋哲学史』山崎正一・原佑共編 東京大学出版会 1965
- 『哲学』弘文堂入門双書 1979
- 『倫理 愛の構造』 東京大学出版会 1985
- 『ギリシア哲学の最前線』山本巍共編著 東京大学出版会 1986

### 共著
- 『倫理学のすすめ』筑摩書房 1970
- 『講座哲学 第一巻　哲学の基本概念』東京大学出版会 1973
- 『「心‐身」の問題』産業図書 1980
- 『世界思想と道元　講座道元Ⅴ』春秋社 1980
- 『〈かたち〉の時空系』朝日出版社 1984

### 翻訳
- 『アリストテレス全集1』「分析論前書」、岩波書店 1971
- ケン・ウィルバー編『空像としての世界　ホログラフィをパラダイムとして』伊藤笏康・渡辺邦夫・井上章子・山本巍共訳 青土社 1983
- デヴィッド・ボーム『全体性と内蔵秩序』伊藤笏康・佐野正博共訳 青土社 1986 新版2005
- ルイス・キャロル/イプシュタイン『不思議の国の相対性理論』久保田陽子共訳 新水社 1986
- 『ギリシア哲学の最前線 1・2』山本巍共編訳 東京大学出版会 1986